# Pseudomonocelis ophiocephala
Pseudomonocelis ophiocephala är en plattmaskart som först beskrevs av Schmidt 1861, och fick sitt nu gällande namn av Meixner 1943. Pseudomonocelis ophiocephala ingår i släktet Pseudomonocelis och familjen Monocelididae. Inga underarter finns listade i Catalogue of Life.